# Kapsalon (gerecht)
Een kapsalon is een Nederlands gerecht bestaande uit patat bedekt met shoarma, afgetopt met kaas, even onder de grill gezet, zodat de kaas smelt, met bovenop salade. In plaats van shoarma, wordt de kapsalon ook wel klaargemaakt met kebab, döner, gyros, kip of falafel. Vaak wordt de kapsalon geserveerd met knoflooksaus en sambal. In Suriname wordt de kapsalon geserveerd met knoflooksaus en Javaans-Surinaamse pindasaus. Traditioneel wordt de kapsalon bij afhalen of bezorging geserveerd in een aluminium bakje of schaal. Het uitserveren op een eetbord, bij een maaltijd in een eethuis, komt ook voor.

## Ontstaan en verspreiding
Het gerecht is volgens de gangbare verklaring in 2003 ontstaan toen Nataniël "Tati" Gomes (1976-2023), de eigenaar van een kapsalon aan de Rotterdamse Schiedamseweg, bij de even verderop gelegen shoarmazaak "El Aviva" een lunchschotel liet samenstellen met daarin al zijn favoriete ingrediënten. Het werd voor hem een regelmatige bestelling. Aangezien zijn gerecht nog naamloos was, vroeg hij om "het vaste recept voor de kapsalon", maar al snel volstond het uitspreken van slechts het woord "kapsalon". Daarmee verkreeg het gerecht zijn naam.
Het gerecht werd populair onder jongeren en is in veel Nederlandse en Belgische snackbars en shoarmazaken te verkrijgen. Ook buiten Nederland en België won het gerecht aan populariteit, zoals in Vientiane, de hoofdstad van Laos, waar lokale varianten van de kapsalon met tonijn en rundvlees aanslaan. De schotel werd in 2017 een hype onder de elite van de Nepalese hoofdstad Kathmandu. Een kok die Nederland had bezocht introduceerde hem daar. Ook in Indonesië blijkt de kapsalon een succes, ontdekte de Rotterdamse journalist Tenny Tenzer in 2022: een Indonesiër die in Rotterdam studeerde, introduceerde het gerecht in Jakarta. Hij bedacht tevens een variant met gele rijst in plaats van patat. Een vegetarische variant onder de naam Kap Karma werd bedacht door Jürgen Verwoerd.

## Voedingswaarde
Een kapsalon is calorierijk door met name de grote hoeveelheid vlees, kaas en sauzen: een gewone portie bevat ongeveer 1200 kcal en een grote portie zelfs 1800 kcal (ter vergelijking: de aanbevolen dagelijkse inname van energie voor de gemiddelde volwassen vrouw is 2000 kcal). De Haagse vegetarische variant telt 788 kcal.

## Afbeeldingen

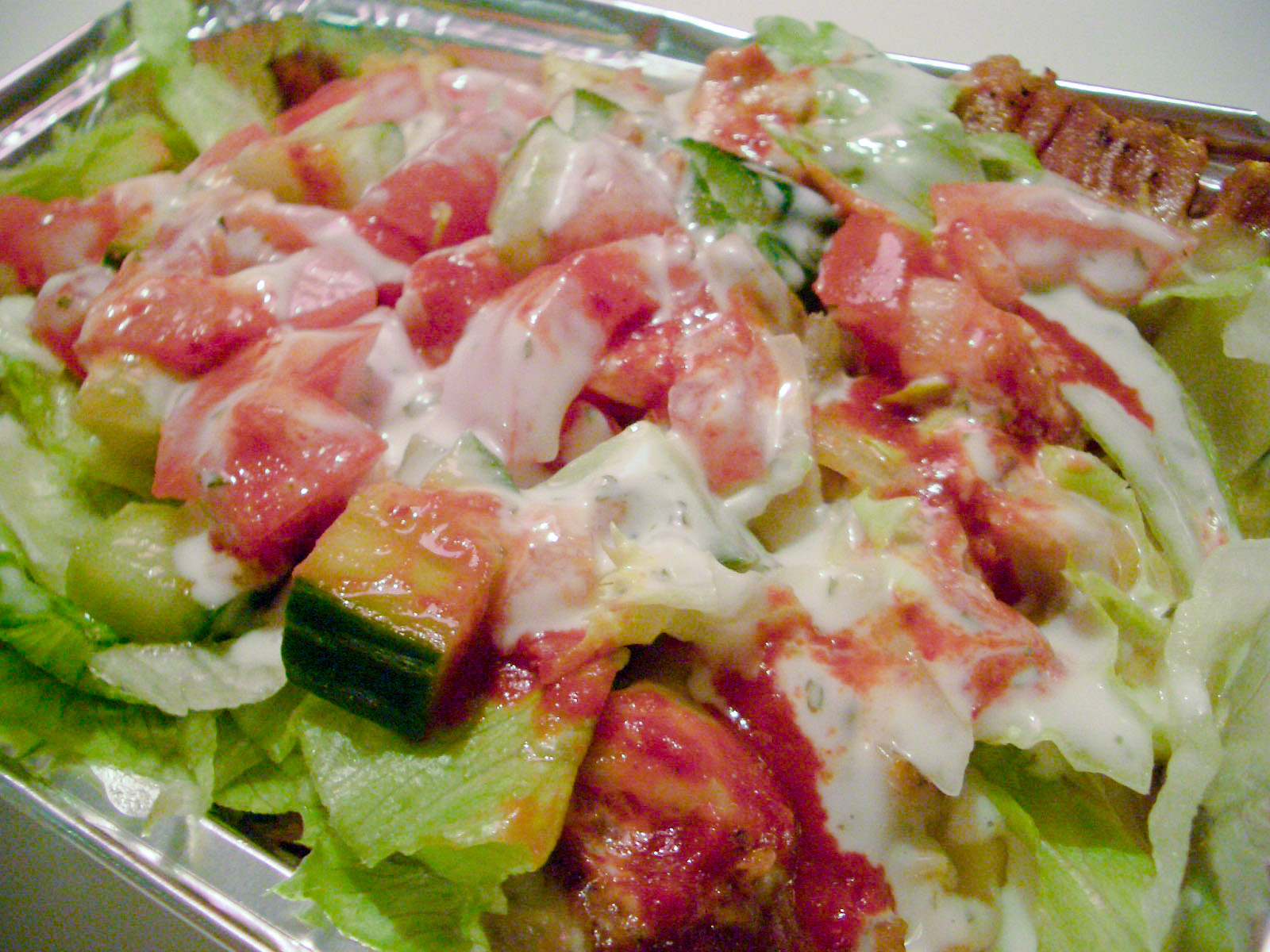
Detailopname van kapsalon met salade
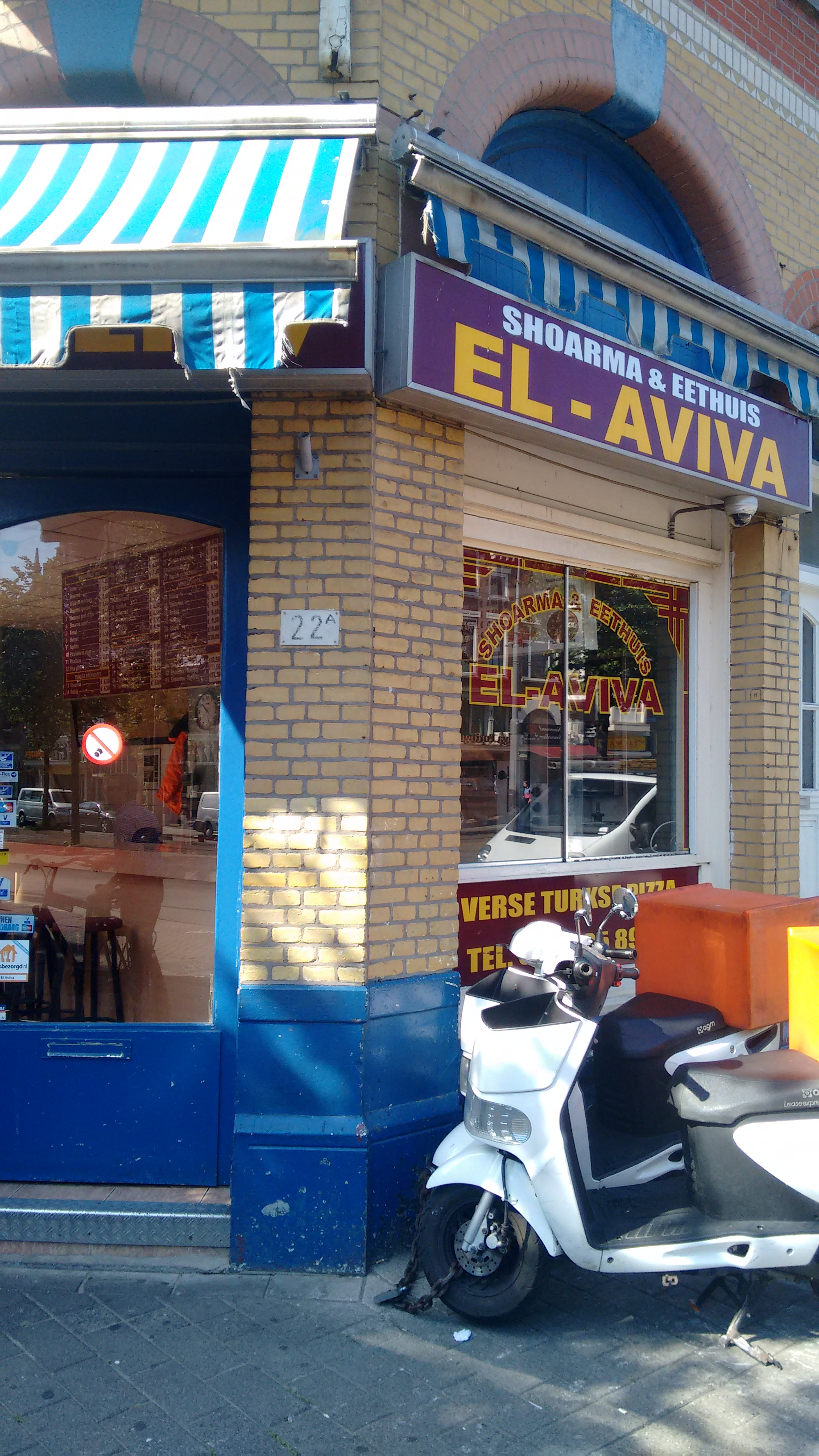
El-Aviva, de shoarmazaak waar de eerste kapsalon bereid werd
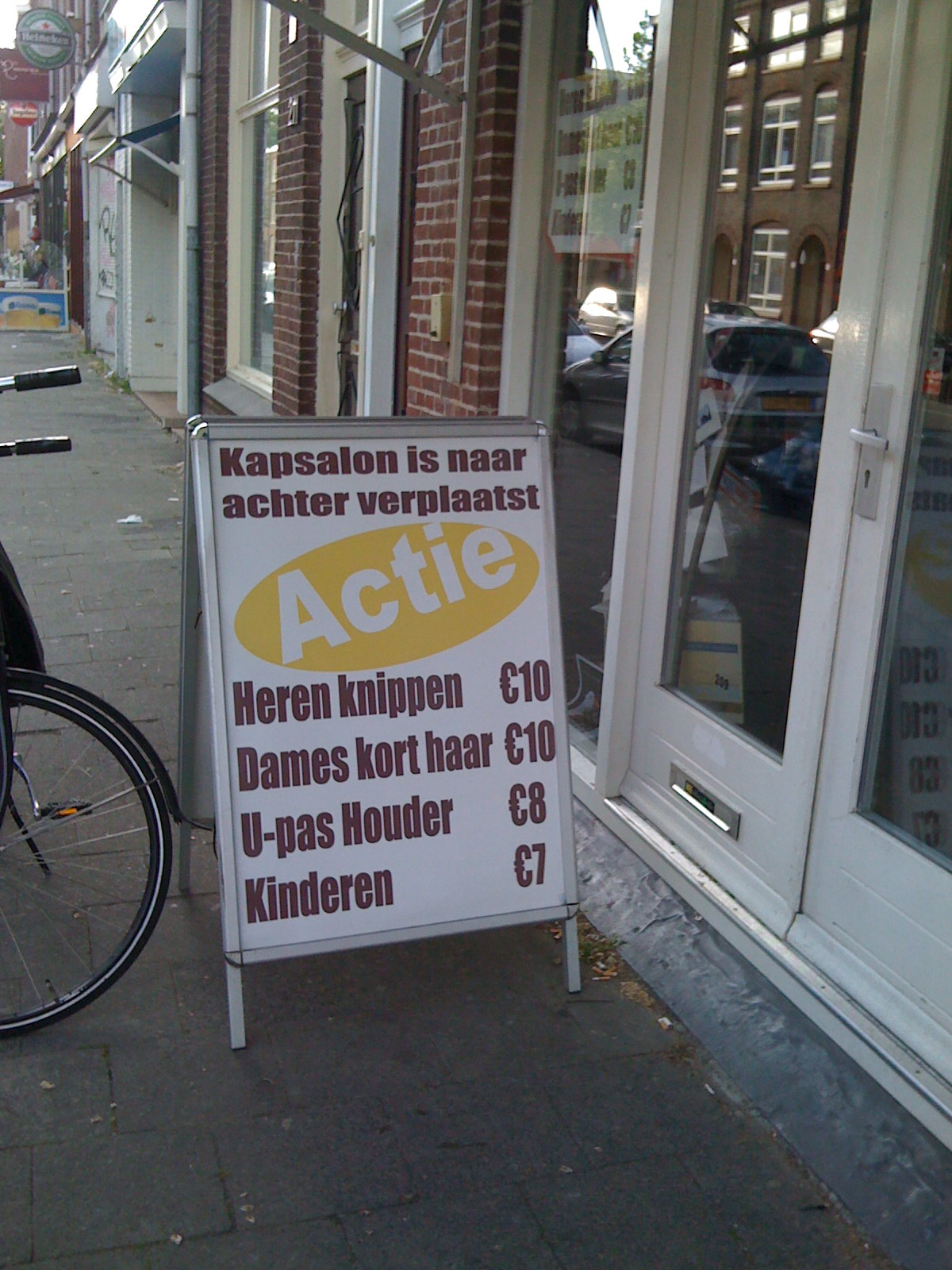
Kapsalon Tati, de kapsalon van Nataniël Gomes die het gerecht bedacht
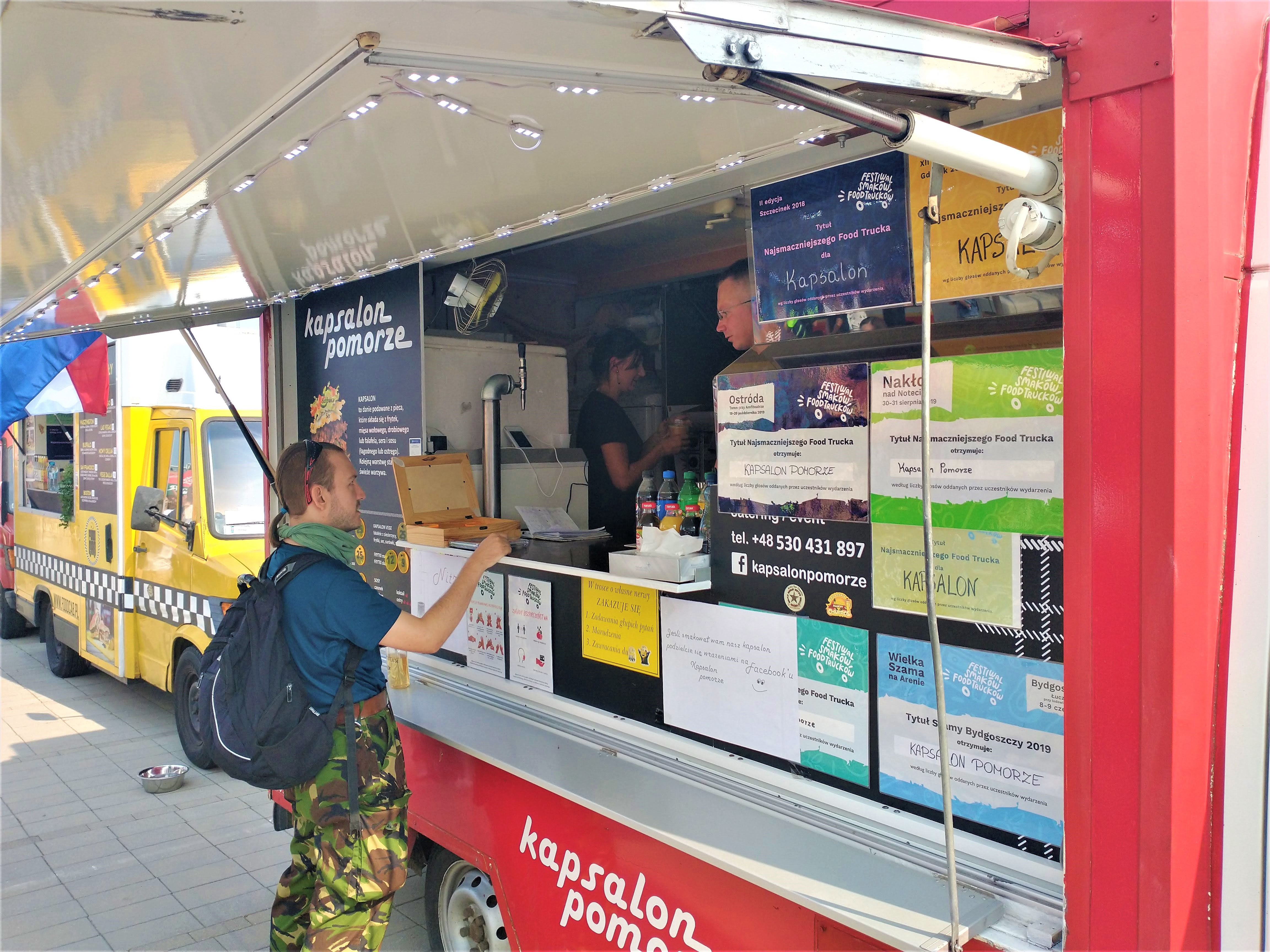
Een foodtruck in Polen waar kapsalon geserveerd wordt

## Trivia
- Het nieuwe station Rotterdam Centraal heeft de bijnaam Station Kapsalon, omdat de overkapping enigszins op een aluminium kapsalonbakje lijkt.[12][13]
- In Australië wordt sinds de jaren 80 een gerecht verkocht met de naam halal snack pack dat sterk lijkt op kapsalon. Patat, döner kebab, jalapeño, salade (taboulé of hummus) en saus, alles in één bakje.
- Vanaf 2011 werd in Rotterdam enkele jaren de Gouden Kapsalon uitgereikt voor de beste kapsalon.